# Bhagat Sunder
Sunder o Sundar o Baba Sundar (1560 – 1610) è stato un poeta e mistico indiano.
Bhagat Sunder è uno dei santi devoti, indù o sufi, dei quali alcuni scritti sono stati inseriti, come inni di preghiera, nel Libro Sacro dei Sikh, il Guru Granth Sahib, che contiene le opere di diciassette autori che hanno seguito la via del bhakti, e che sono chiamati Bhagat, anche se per qualche autore, alcuni (tra cui Sunder) siano solo da definire Gursikh: cioè un sikh devoto ad un guru. 
Sunder, denominato anche Sundar o Baba Sundar era secondo la tradizione, discendente di uno dei guru fondatori del Sikhismo, Guru Amar Das; secondo alcuni studiosi sarebbe un suo pronipote, secondo altri, invece, un nipote. 
Sei inni di Sunder si trovano nel Guru Granth Sahib alle pagine 923 e 924 · . Sono stati raccolti sotto il titolo di Ramkali Sadu e rievocano la vita del suo celebre avo, Guru Amar Das, una vita dedicata completamente all'Onnipotente, soprattutto attraverso la meditazione.